# Condiție la limită Cauchy
În matematică o condiție la limită Cauchy este impusă unei ecuații diferențiale ordinare sau unei ecuații cu derivate parțiale unde simultan atât valorile, cât și derivatele parțiale în direcție normală pe care soluția le ia de-a lungul limitei domeniului sunt fixe. Mai exact, într-o problemă cu condiții la limită Cauchy, soluția trebuie să satisfacă simultan atât condiții la limită Dirichlet, cât și condiții la limită Neumann. În științe și inginerie, o condiție la limită Cauchy este numită astfel după Augustin Louis Cauchy.

## În ecuațiile diferențiale ordinare de ordinul al doilea
Condițiile la limită Cauchy sunt simple și des întâlnite în ecuațiile diferențiale ordinare de ordinul al doilea,
{\displaystyle y^{\prime \prime }(s)=f\left(y(s),y^{\prime }(s),s\right)}
unde, pentru a se asigura că există o soluție unică, {\displaystyle y(s),} se poate specifica atât valoarea funcției {\displaystyle y,} cât și valoarea derivatei {\displaystyle y^{\prime }} într-un punct dat, {\displaystyle s=a,} adică,
{\displaystyle y(a)=\alpha }
și
{\displaystyle y^{\prime }(a)=\beta }
unde {\displaystyle a} este o frontieră sau un punct inițial. Deoarece parametrul {\displaystyle s} este de obicei timpul, condițiile Cauchy pot fi numite și condiții inițiale sau valori inițiale date sau pur și simplu date Cauchy. Un exemplu de astfel de situație sunt legile lui Newton, unde accelerația {\displaystyle y^{\prime \prime }} depinde de poziția {\displaystyle y}, de viteza {\displaystyle y^{\prime }} și de timpul {\displaystyle s}; aici, datele Cauchy corespund cunoașterii poziției și vitezei inițiale.

## În ecuațiile cu derivate parțiale
Pentru ecuațiile cu derivate parțiale, condițiile la limită Cauchy specifică atât funcția, cât și derivata normală pe frontieră. Pentru un exemplu simplu și concret, fie o ecuație cu derivate parțiale de ordinul al doilea în plan
{\displaystyle A(x,y)\psi _{xx}+B(x,y)\psi _{xy}+C(x,y)\psi _{yy}=F(x,y,\psi ,\psi _{x},\psi _{y}),}
unde {\displaystyle \psi (x,y)} este soluția dorită, {\displaystyle \psi _{x}} este derivata lui {\displaystyle \psi } în funcție de {\displaystyle x} etc. Funcțiile {\displaystyle A,B,C,F} definesc problema.
Se caută acum o soluție {\displaystyle \psi } care să satisfacă ecuația cu derivate parțiale într-un domeniu, {\displaystyle \Omega ,} care este o submulțime a planului {\displaystyle xy,} astfel încât condițiile la limită Cauchy
{\displaystyle \psi (x,y)=\alpha (x,y),\quad \mathbf {n} \cdot \nabla \psi =\beta (x,y)}
să fie satisfăcute în toate punctele {\displaystyle (x,y)\in \partial \Omega }. Aici {\displaystyle \mathbf {n} \cdot \nabla \psi } este derivata în direcția normală pe frontieră. Funcțiile {\displaystyle \alpha } și {\displaystyle \beta } sunt date Cauchy. Se observă diferența dintre o condiție la limită Cauchy și o condiție la limită Robin. În primul caz, se specifică atât funcția, cât și derivata normală. În al doilea caz, se specifică o sumă ponderată a celor două.
Scopul condițiilor la limită este să se obțină o soluție unică, dar pentru ecuațiile cu derivate parțiale de ordinul al doilea nu este atât de simplu să se garanteze existența și unicitatea așa ca la ecuațiile diferențiale ordinare. Datele Cauchy sunt imediat relevante pentru problemele hiperbolice (de exemplu, ecuația undei) pe domenii deschise (de exemplu, semiplanul).